# Аризона во Второй мировой войне
Участие во Второй мировой войне Аризона начала принимать с 1940 года, когда американское правительство начало строительство военных баз на территории штата в рамках подготовки к военным действиям. Несмотря на то, что сам штат находился вдали от основного фронта, его вклад в военные действия союзников был значительным.

## История
В период войны мексикано-американские общественные организации были очень активны в патриотических усилиях по поддержке американских войск за границей, а также прилагали усилия для материальной поддержки военных действий и моральной поддержки молодых американцев, участвующих в войне, особенно молодых мексикано-американцев из местных поселений. Некоторые из общественных проектов были совместными предприятиями, в которых участвовали члены как мексикано-американской, так и англо-американской общин. Однако большинство усилий, предпринятых в мексикано-американской общине, представляли собой локализованную деятельность американского тыла, которая была отделена от деятельности англоязычной общины. Мексикано-американские женщины организовывались для помощи своим военнослужащим и военным действиям. Основной целью «Испано-американской ассоциации матерей и жен» было укрепление роли женщины в испано-мексиканской культуре. Организация собрала тысячи долларов США, писала письма и участвовала в многочисленных праздниках, посвященных своей культуре и поддержке мексикано-американских военнослужащих. Во время войны число членов организации достигло более 300 человек, и в конечном итоге она прекратила свое существование в 1976 году.

## Потери
| Округ            | Убито во время военных действий (KIA) | Скончались от ранений (DOW) | Скончались от травм (DOI) | Скончались вне военных действий (DNB) | Обнаружены мёртвыми (FOD) | Пропавших во время военных действий (MIA) | Итого |
| ---------------- | ------------------------------------- | --------------------------- | ------------------------- | ------------------------------------- | ------------------------- | ----------------------------------------- | ----- |
| Апачи            | 27                                    | 3                           | —                         | 20                                    | 1                         | —                                         | 51    |
| Грейам           | 31                                    | 4                           | —                         | 12                                    | 1                         | 1                                         | 49    |
| Гринли           | 18                                    | 4                           | —                         | 6                                     | 2                         | 1                                         | 31    |
| Коконино         | 31                                    | —                           | —                         | 14                                    | 4                         | —                                         | 49    |
| Кочис            | 68                                    | 8                           | —                         | 24                                    | 10                        | 1                                         | 111   |
| Марикопа         | 277                                   | 35                          | —                         | 161                                   | 40                        | 1                                         | 514   |
| Мохаве           | 9                                     | 2                           | —                         | 9                                     | 2                         | —                                         | 22    |
| Навахо           | 36                                    | 5                           | —                         | 17                                    | 6                         | —                                         | 64    |
| Пима             | 145                                   | 13                          | 1                         | 67                                    | 12                        | 1                                         | 239   |
| Пинал            | 66                                    | 15                          | —                         | 32                                    | 2                         | —                                         | 115   |
| Санта-Круз       | 28                                    | 1                           | —                         | 13                                    | 1                         | —                                         | 43    |
| Хила             | 47                                    | 12                          | —                         | 21                                    | 7                         | —                                         | 87    |
| Юма              | 55                                    | 6                           | 1                         | 13                                    | 5                         | —                                         | 80    |
| Явапаи           | 47                                    | 4                           | —                         | 22                                    | 7                         | —                                         | 80    |
| Остальные округа | 31                                    | 3                           | —                         | 33                                    | 8                         | 3                                         | 78    |
| Итого            | 916                                   | 115                         | 2                         | 464                                   | 108                       | 8                                         | 1613  |

| Тип                                        | Итого |
| ------------------------------------------ | ----- |
| Убито во время военных действий (KIA)      | 27    |
| Убито в лагерях для военнопленных          | 11    |
| Пропавших во время военных действий (MIA)  | 17    |
| Раненых во время военных действий (WIA)    | 41    |
| Освобождённых из лагерей для военнопленных | 17    |
| Итого                                      | 113   |

## Лагеря для военнопленных
Аризонский лагерь для военнопленных «Флоренс», расположенный в военной резервации Флоренс, был первым постоянным лагерем для военнопленных, построенным во время Второй мировой войны. Строительство началось в 1942 году для размещения 3000 интернированных, с возможностью расширения до 6000 человек. Первоначальный бюджет строительства составил 4,8 миллиона долларов США. Большого количества чужеземных врагов не было, поэтому лагерь «Флоренс» использовался как лагерь для военнопленных.

## Фотографии

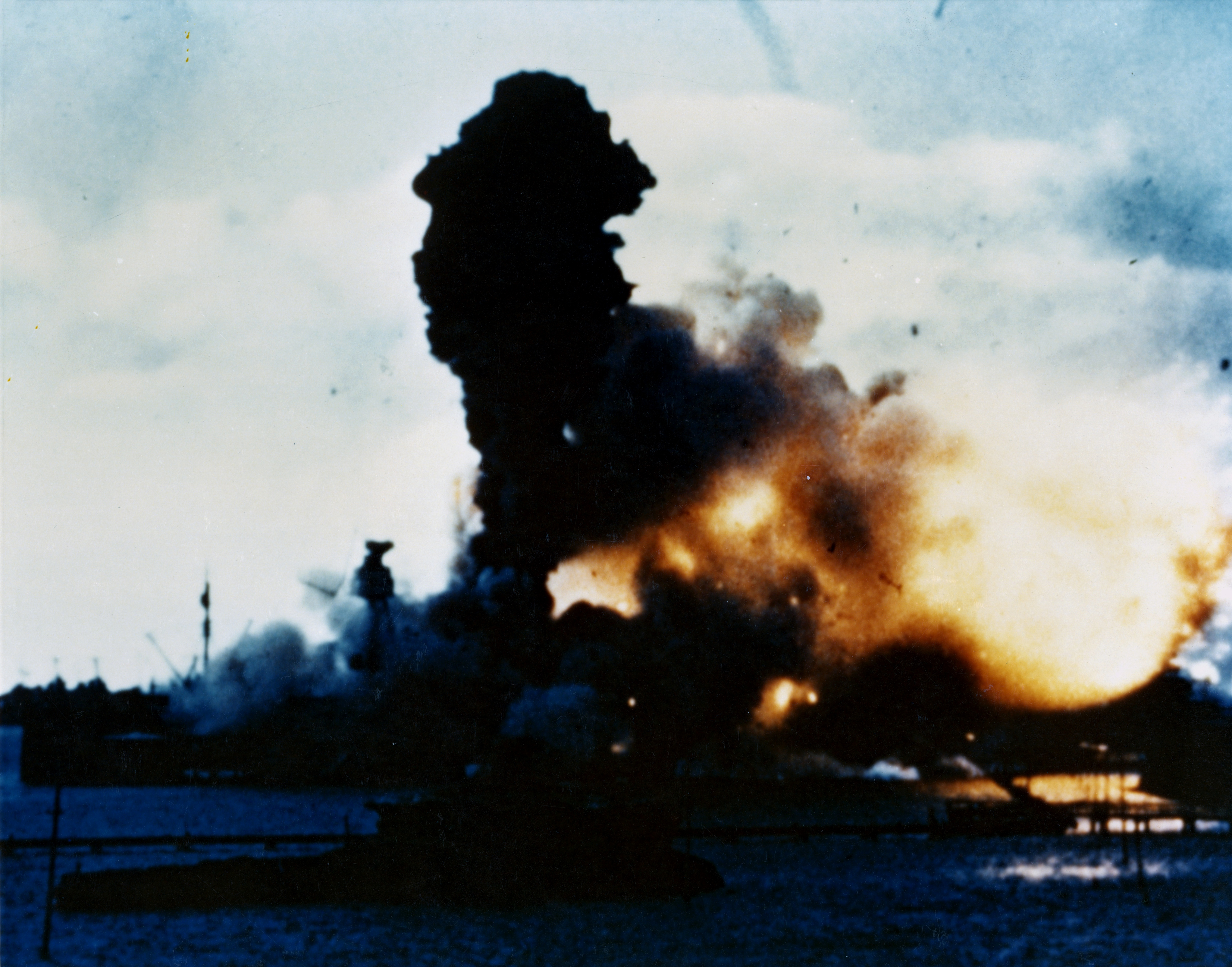
Восемь аризонцев были убиты на борту USS Arizona во время нападения на Перл-Харбор
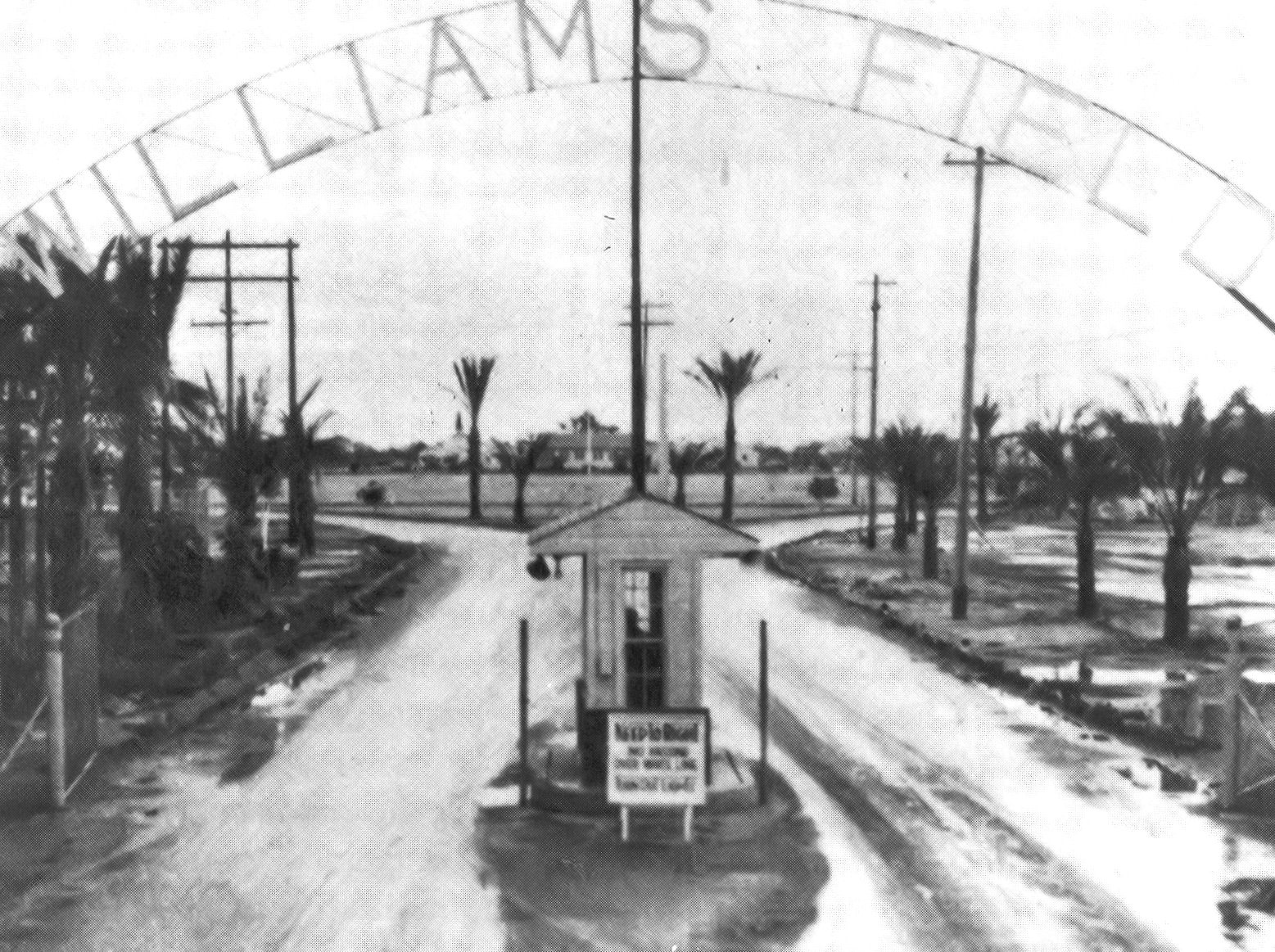
Вход на территорию «Уильямс-Филд» (1942)
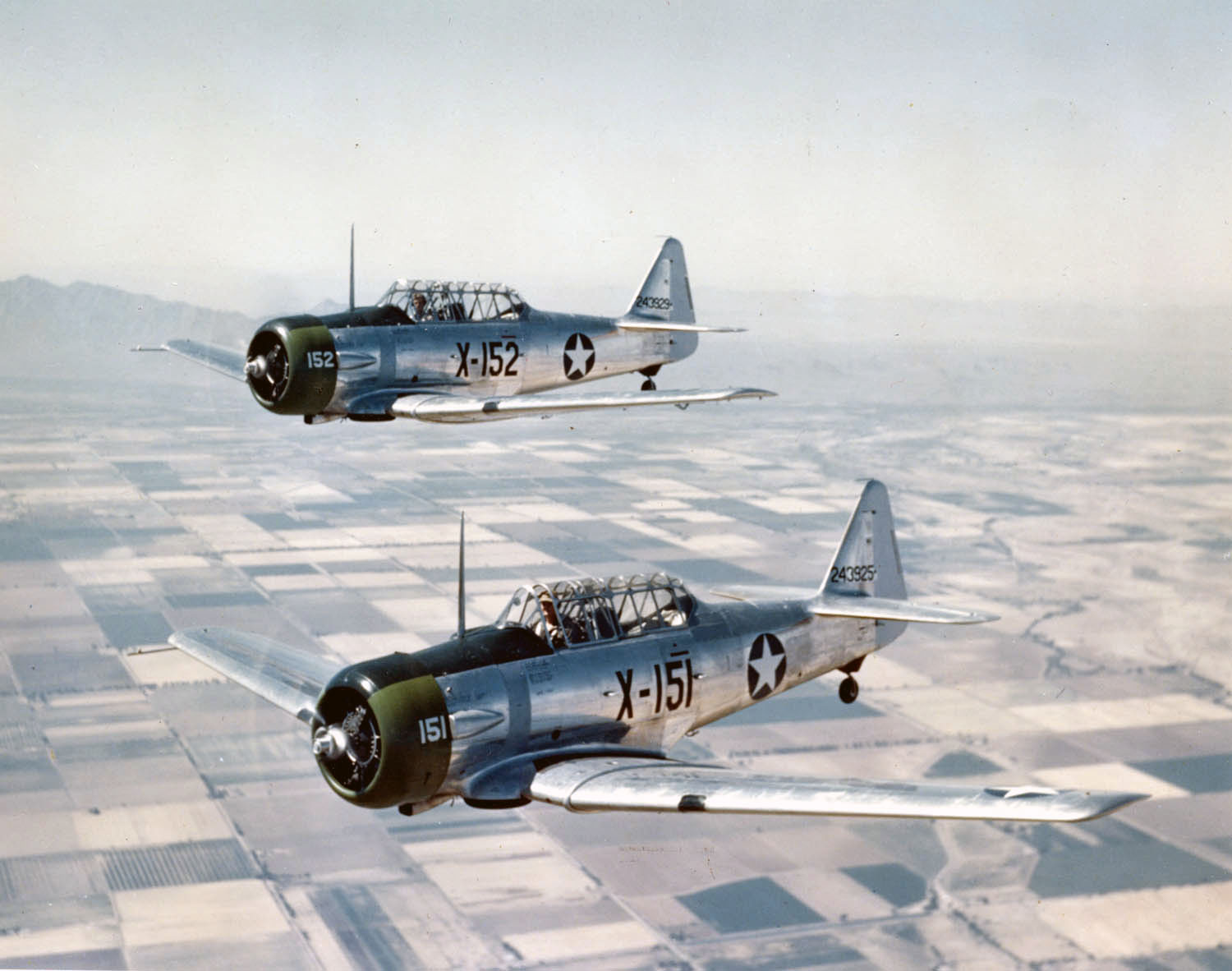
Два AT-6 Texan в полете возле «Люк-Филд» (1943)
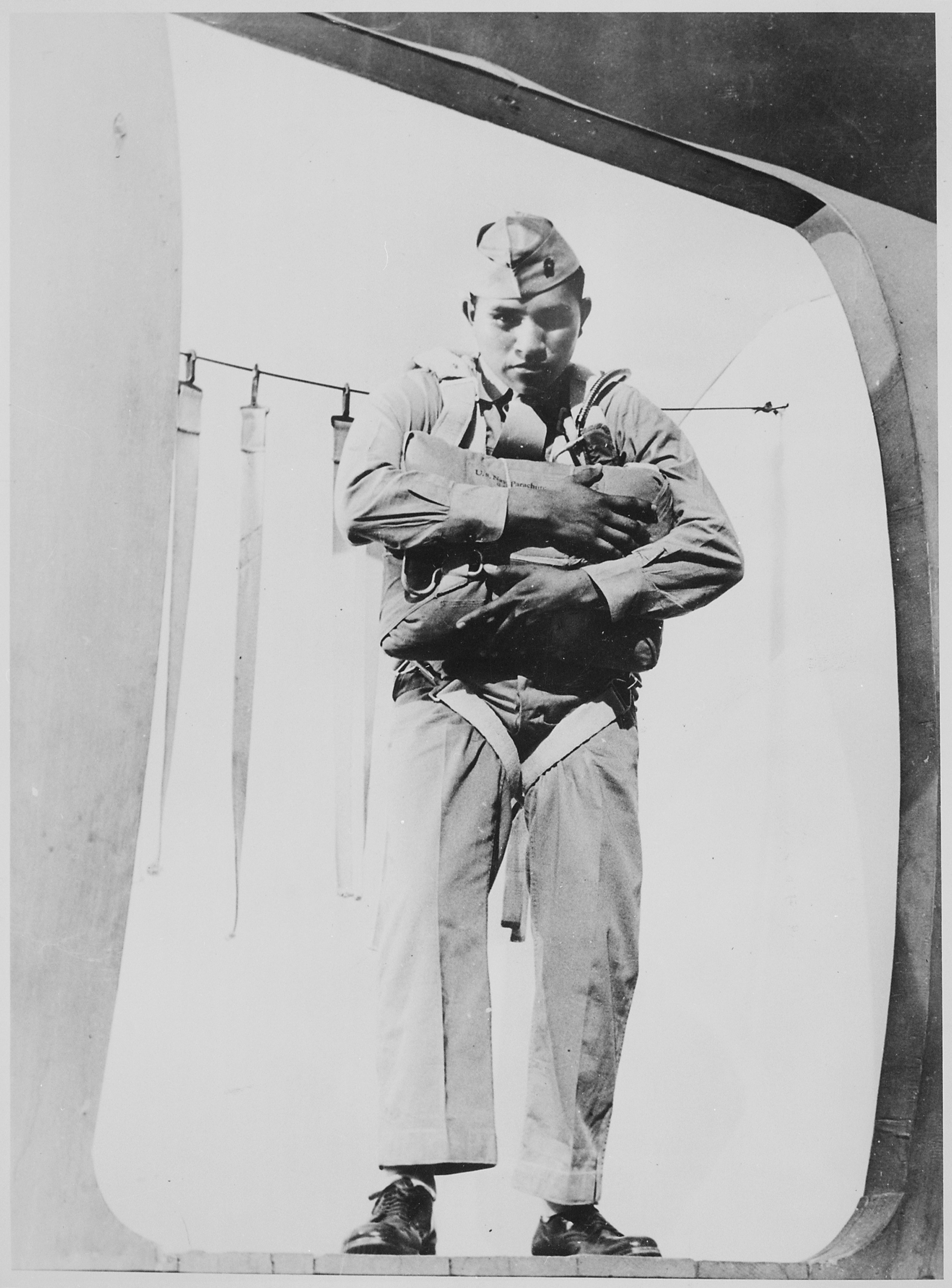
Айра Хейс (уроженец Пимы из Сакатона) готовится к прыжку с парашютом из самолета (1943). Он участвовал в боевых действиях в южной части Тихого океана и прославился тем, что поднял американский флаг на горе Сурибачи во время «битвы за Иводзиму»
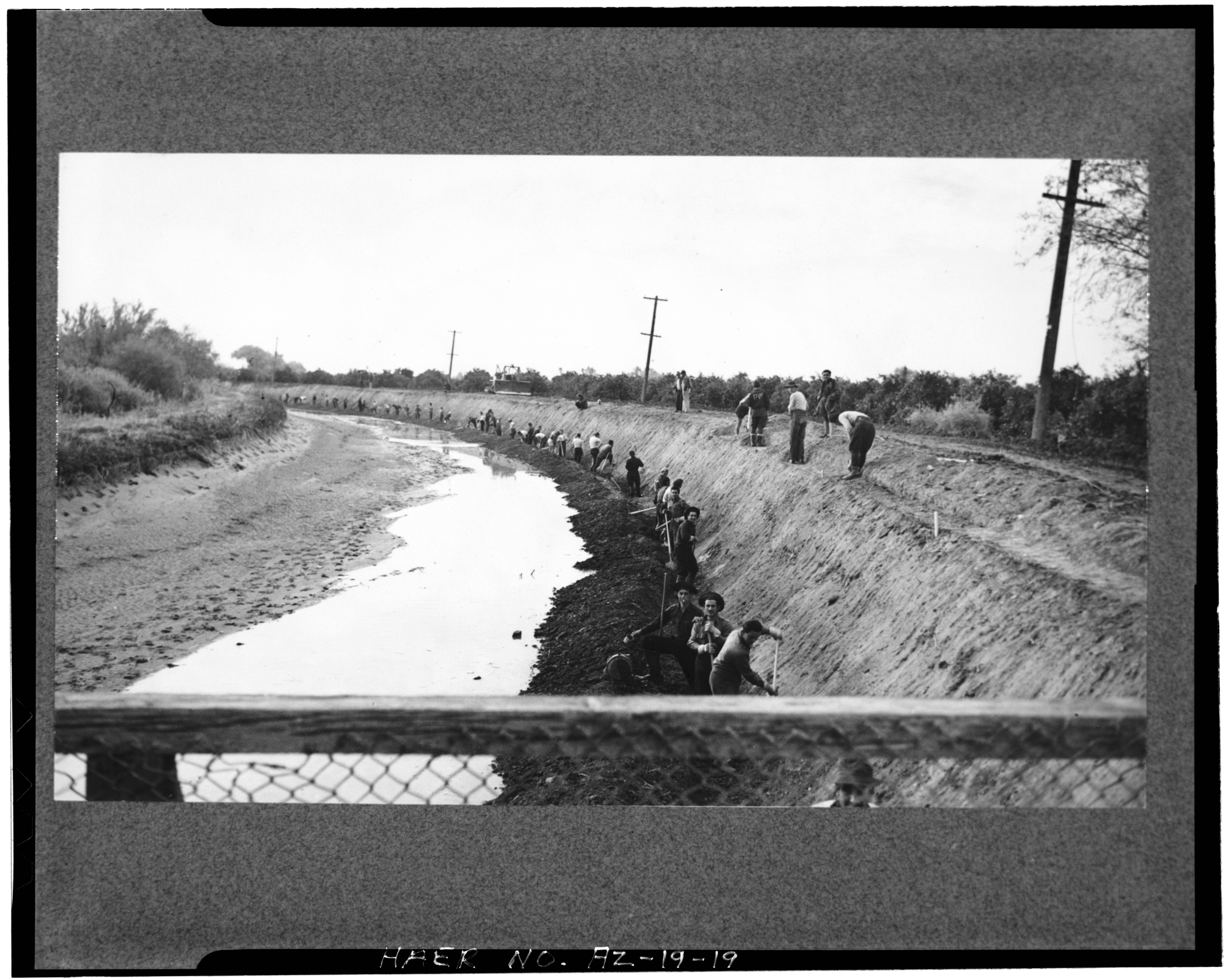
Итальянские военнопленные работают на аризонском канале (1943)
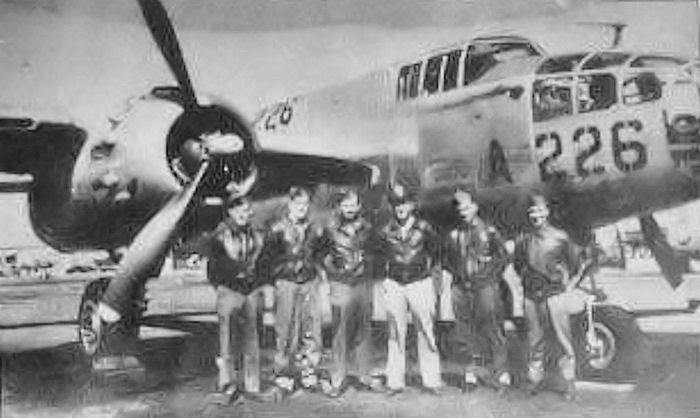
Члены экипажа B-25 Mitchell на армейском аэродроме Дуглас (1944)
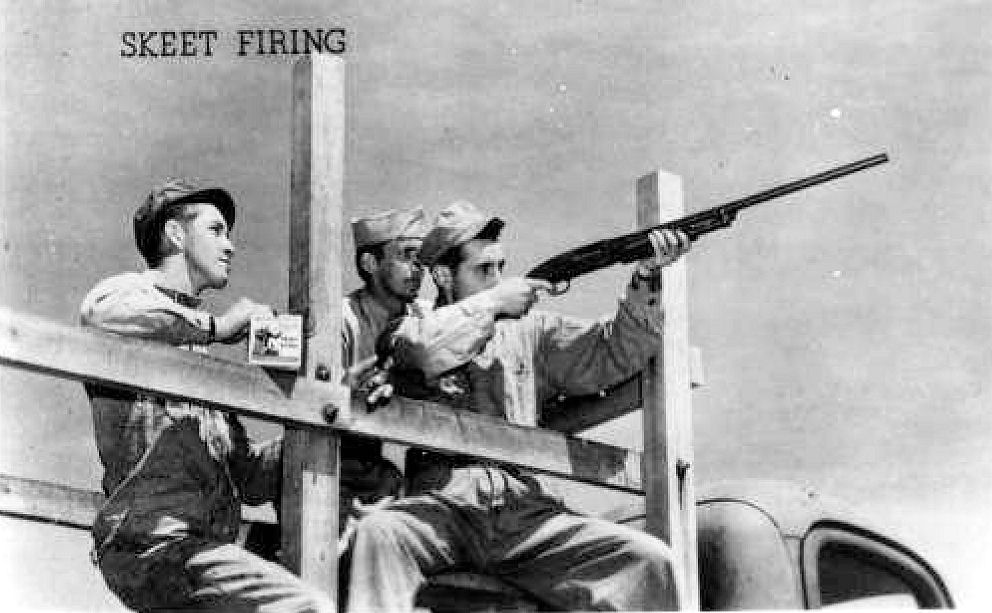
Стрельба по тарелочкам на поле Кингман (1944)
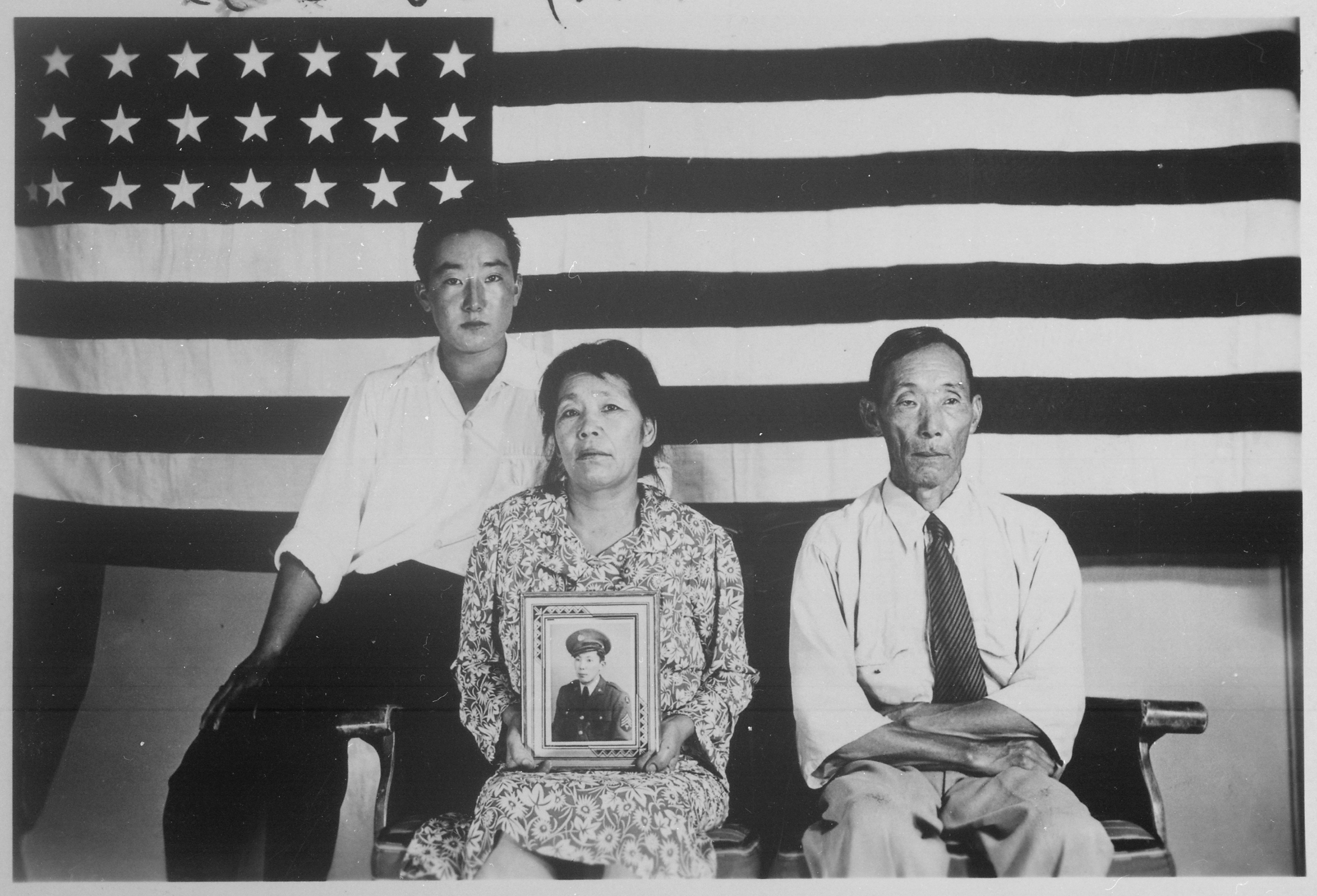
Семья Хирано была интернирована в Постонском центре военной передислокации с 1942 по 1945 год